# Exarchat de Carthage
 (octobre 2011).
Si vous disposez d'ouvrages ou d'articles de référence ou si vous connaissez des sites web de qualité traitant du thème abordé ici, merci de compléter l'article en donnant les références utiles à sa vérifiabilité et en les liant à la section « Notes et références ».
591–698
Entités précédentes :
- Royaume vandale

Entités suivantes :
- Califat omeyyade

L'exarchat de Carthage, aussi connu sous le nom d’exarchat d'Afrique, est un domaine relevant de l'Empire byzantin et correspondant aux anciennes provinces d'Afrique et de Numidie ainsi qu'aux îles de Corse et de Sardaigne (judicats de Sardaigne). Il s'étend vers l'ouest jusqu'au sud-est de la péninsule Ibérique (où la province de Spania voisine avec le royaume wisigoth) et à une petite partie de la Maurétanie tingitane, mais n'inclut pas les royaumes berbères de l'Atlas.
Sa création, tout comme celle de l'exarchat de Ravenne, vise à protéger une province excentrée des pressions extérieures en concentrant les pouvoirs civils et militaires dans les mains de l'exarque (représentant plénipotentiaire de l'empereur). Soumis à la pression constante des tribus berbères, l'Exarchat disparaît avec la conquête arabe.

## Histoire
Après la chute de son homologue occidental en 476, l'Empire romain d'Orient reste debout malgré les attaques des « Barbares » et des Perses sassanides. Entre 533 et 553, l'empereur Justinien Ier tente de reprendre les territoires perdus, envoyant son général Bélisaire à la reconquête de l'Afrique du Nord, de l'Italie, de la Dalmatie et du sud de l'Hispanie.
Face aux Lombards d'Italie, aux Berbères d'Afrique du Nord et aux Wisigoths d'Espagne, l'Empire décentralise le pouvoir civil et militaire dans ces territoires reconquis, d'autant qu'Avars et Slaves pénètrent alors les Balkans tandis que les Perses sassanides avancent en Asie Mineure, en Arménie, en Syrie et en Égypte. Dans ces conditions, Maurice Ier (582–602) crée les exarchats de Carthage et de Ravenne.

### Afrique du Nord romaine avant la création de l'Exarchat
Carthage est redevenue la capitale de la province romaine d'Afrique après la victoire de Bélisaire sur le roi vandale Gélimer aux batailles d'Ad Decimum et de Tricaméron qui ont pour conséquence la chute du royaume vandale en 533. Tout comme Ravenne, Carthage dispose alors d'un port en excellent état. De plus, Carthage est réputée comme la « Rome d'Afrique ». L'Afrique romaine comprend également les provinces de Byzacène, de la Maurétanie césarienne, de la Maurétanie tingitane, de la Numidie, de la Sardaigne ainsi que de la Tripolitaine. À certains moments, le sud de l'Hispanie ainsi que les îles Baléares en font également partie.
Le pouvoir civil et militaire est partagé entre le préfet du prétoire et le magister militum de la province d'Afrique. Maurice Ier combine ces pouvoirs quand il crée en 590, six ans après celui de Ravenne, l'exarchat de Carthage. À l'origine, l'exarque semble avoir avant tout un rôle militaire. L'exarque devient rapidement le représentant suprême de l'autorité impériale, en ayant un contrôle effectif tant dans les affaires civiles que militaires. Le préfet du prétoire, qui est responsable de l'administration civile, devient plus un subordonné qu'un collègue. L'exarque est donc une sorte de gouverneur général ou un vice-empereur. L'exarque est le seul fonctionnaire de la province à revêtir la haute dignité de «patrice». Ce titre nous permet de les identifier. 
Ce cumul de responsabilités s'explique par le besoin de réagir rapidement contre les menaces des Lombards en Italie, des Maures puis des Arabes en Afrique, malgré la distance qui sépare les exarchats de Constantinople. L'éloignement du pouvoir central rend l'administration de plus en plus indépendante, tant en Afrique qu'en Italie. L'Afrique, tout comme les autres régions de l'empire, connaît d'importantes mutations dans ses institutions et tend à fonctionner comme un thème sans toutefois en devenir un. La société de l'empire se militarise. Du point de vue religieux, les habitants, d'origine berbère, punique, romaine ou vandale, sont chrétiens et si une minorité suit le rite arien, la majorité suit le rite latin. Après la création de l'Exarchat, quelques églises suivront le rite grec relevant de l'Église de Constantinople.

### Exarchat entre 590 et 642

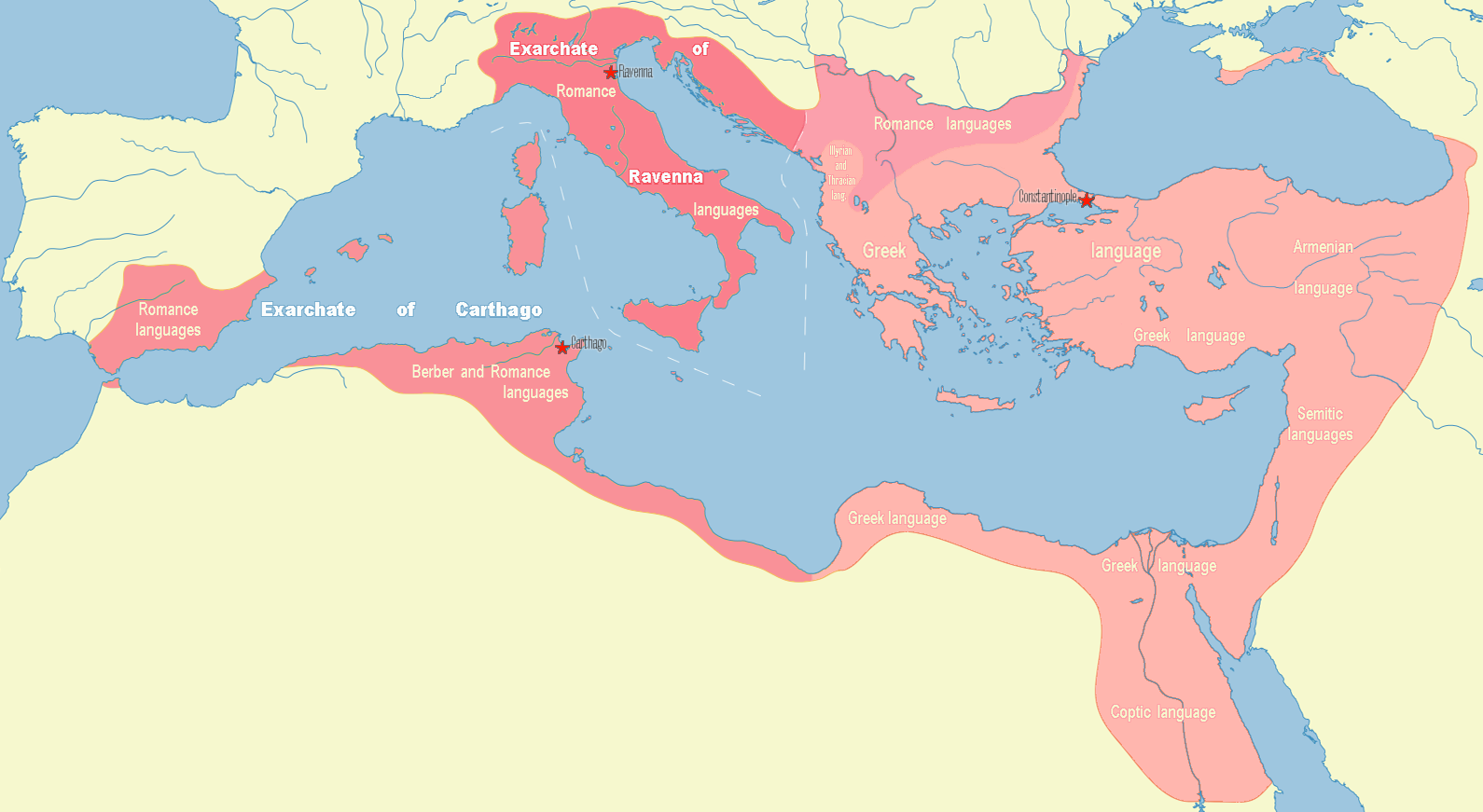
En rose plus foncé, les exarchats de Ravenne et de Carthage en 560, avec les langues vernaculaires.

Le premier exarque, Gennadios (591–598) est victorieux contre les Maures, ce qui offre à la province d'Afrique des décennies de paix. Maurice Ier est alors en bonne position pour négocier une paix favorable avec les Perses (voir guerres perso-romaines) pour ensuite faire face aux Avars et aux Slaves. Bien qu'en Europe et Anatolie l'Empire d'Orient ne contrôle plus guère, sous l'empereur Phocas, que ses côtes maritimes et ses îles, la situation en Afrique demeure stable. Héraclius l'Ancien, probablement le successeur de Gennadios nommé par Maurice Ier, parvient à s'imposer par des voies politiques et militaires aux tribus berbères, surtout dans les Aurès et le comté de Masuna. Certaines tribus berbères comme les Sanhadja et les Zénètes sont des alliés de l'Exarchat.
Quand Héraclius l'Ancien et son fils se révoltent en 610 contre Phocas, les Berbères leur fournissent la partie majeure des équipages avec lesquels Héraclius se dirige vers Constantinople et met l'embargo sur les blés, scellant ainsi la chute de Phocas. L'Exarchat est alors si stable, qu'Héraclius projette en 618 de faire de Carthage la nouvelle capitale de l'Empire. Cependant, ce projet n'est jamais réalisé, car Constantinople résiste victorieusement aux Perses sassanides en 627.

### Lutte contre les Arabes

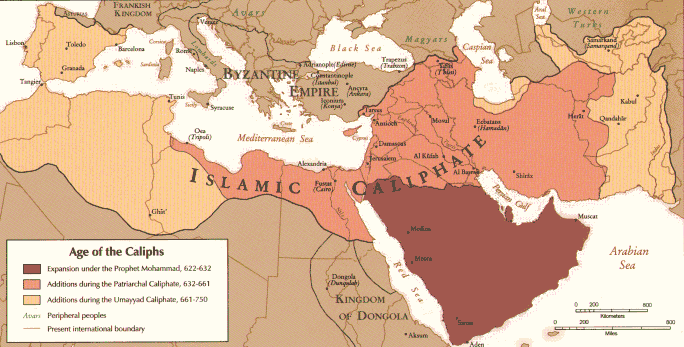
Expansion de l'islam.

Après leur conquête de l'Égypte, l'Exarchat doit faire face aux Arabes dont les premières expéditions, en 642, sont dirigées par l'émir Amr ibn al-As et son neveu Oqba Ibn Nafi al-Fihri. Elles ne rencontrent aucune vraie résistance en Cyrénaïque car le contrôle byzantin se réduit alors à quelques postes sur une côte très peu défendue. Après la seconde conquête d'Alexandrie en 646, les Arabes sont au courant de la faiblesse de l'Empire byzantin au sud de la mer Méditerranée.
En 646, l'exarque Grégoire, parent du cousin d'Héraclius Niketas et fidèle à la doctrine orthodoxe, s'oppose à l'empereur Constant II, partisan du monothélisme. Grégoire installe sa capitale à Sufetula à l'intérieur du pays, par crainte d'une expédition impériale contre lui. Selon des sources arabes, son pouvoir est appuyé par environ 100 000 Berbères. Profitant de ces dissensions, les Arabes font la conquête de la Cyrénaïque et avancent sur la Tripolitaine et la Byzacène où ils rencontrent cette fois de la résistance. Grégoire rassemble alors ses troupes et ses alliés près de sa capitale Sufetula, sans pouvoir compter sur le soutien de Constantinople.
Selon des sources arabes, il fait face à Abdullah Ibn Saad et ses 12 000 hommes mais perd cependant la bataille dans laquelle il meurt probablement. Après la bataille, les Arabes se retirent en Tripolitaine pendant que l'Exarchat revient dans l'obédience impériale sous l'exarque Gennadios II, Carthage redevenant capitale de l'Exarchat. Le nouvel exarque tente d'acheter la paix aux Arabes en leur payant un tribut, ce qui l'oblige à lever des impôts élevés qui mécontentent la population. Pourtant, la raison principale pour laquelle l'Exarchat vit encore en paix est une lutte interne entre les Arabes pour la charge de calife. Sous Muʿawiya Ier, la conquête reprend en 661. Le général Oqba Ibn Nafi fonde la ville de Kairouan et parvient à l'Ouest jusqu'à l'océan Atlantique.
L'exarque parvient cependant à obtenir une victoire considérable en 683 à Biskra, quatre années après le premier siège de Constantinople par les Arabes, grâce au soutien des tribus berbères menées par Koceïla. Les Arabes battus reculent jusqu'en Égypte, ce qui donne à l'Exarchat un répit. En 695, les Arabes reprennent la lutte contre l'Exarchat affaibli par des années de combats. Les Wisigoths d'Espagne lui viennent à l'aide, leur roi craignant à juste titre un assaut arabe. En 698, le général Hassan Ibn Numan assiège Carthage avec 40 000 hommes. L'empereur Léonce II envoie la marine byzantine sous le commandement de Tibère. La flotte parvient à obtenir des succès mais au prix de pertes qu'elle tente de compenser en allant chercher des renforts en Crète. Ceci permet aux assiégeants arabes de prendre Carthage conjointement avec leur flotte. Comme lors de la troisième guerre punique en 146 av. J.-C., Carthage est évacuée vers les villes avoisinantes, puis démantelée, et n'aura plus jamais la même importance. C'est la petite bourgade de Tunis, située quelques kilomètres plus loin, qui montera en importance et puissance, jusqu'à devenir la capitale de l'Ifriqiya en 1159.
La perte de la province d'Afrique est lourde pour l'Empire byzantin. Après la perte de l'Égypte en 642, il perd son second grenier de blé. Cependant, la chute de Carthage offre à Tibère le trône impérial, ses officiers craignant d'être rendus responsables de la défaite. Léonce ne perd pas uniquement son trône mais on lui coupe également le nez.
Dans son ouvrage Histoire de la décadence et de la chute de l'Empire romain, Edward Gibbon donne de l'exarchat de Carthage une image mishellénique qui occulte son importante composante berbère et en fait une structure d'occupation étrangère (grecque), en passant sous silence sa cohésion et sa puissance économique et militaire, que n'empêche pas sa diversité ethnique et religieuse. La fort ancienne communauté juive, par exemple, attestée dès le IIIe siècle av. J.-C. en Tunisie, en Algérie et au Maroc, grossit considérablement au VIIe siècle, à la suite des persécutions dont sont victimes les Juifs séfarades d'Espagne de la part du roi wisigoth Sisebut et ses successeurs.

## Exarques de Carthage
- Gennadios Ier (591–598)
- Innocentius (598–600)
- Héraclius l'Ancien (vers 602-610) : père de l'empereur Héraclius
- Grégoire Ier (après 610)
- Nicétas (avant 645)
- Grégoire II le Patrice (vers 645-647) : se proclame empereur mais est tué en 647 lors de la bataille de Sufétula
- Gennadios II (648-665)
- Éleuthérios le Jeune ? (après 665)